# ハダカ侍
『ハダカ侍』（ハダカざむらい）は、サダタローの漫画作品。『コミックボンボン』（講談社）、その他『週刊ヤングマガジン』（講談社）などの雑誌において連載されていた。
テレビ番組『トロイの木馬』で企画された「漫画の連載をかけた勝負」で、作者が描いていた裸の侍の絵がモデルである。その勝負に作者は結果的に負けてしまうものの、ボンボンに1ページの4コマ漫画が載せられることになった。その後、ハダカ侍は、連載に至った。

## あらすじ
ボンボン版においては伝説の宝刀「タコツボ丸」を探しに、ハダカ侍達が冒険の旅に出るという物である。タコツボ丸を探す旅が終わった後は、他の作品と同じように1話完結のストーリー物になった。
その他の作品はそのほとんどが1話完結のストーリー物で、ボンボン版と設定が若干異なる。作品はほとんど、4コマ漫画だが、ボンボン編ではストーリー漫画で描かれる事が、多々あった。

## 登場キャラクター
主に、ボンボン編を元に紹介。

### ハダカ侍一行
ハダカ侍
本作の主人公。その名の通り上半身裸である。伝説の聖剣の3本の内の1本「タコノホマレ」を持つ。性格はのほほんとしていてかなり天然で子供っぽい。無敵の剣豪と言われており、悪いことをしているわけではないが、3000円の賞金が掛けられている。
テレビアニメ「パンダマン」の熱狂的なファンでパンダマンのことになると目の色が変わる。過去に好きなテレビアニメが終わった時はすごく落ち込み、大勢の賞金稼ぎに狙われた。しかし、なぜか襲った相手はその後ザマス言葉になってしまう。
料理の腕は良くどんなに独創的で一見まずそうな料理でも非常に美味しくできてしまう（例「イチゴとヨウカンのアツアツフライ味噌ワサビ風味ハダカスペシャル」）。
作者がトロイの木馬での旅で描いていた時とはかなり雰囲気が違っている。
剣崎 虎丸(けんざき とらまる)
ハダカ侍の自称弟子。ハダカ侍を師匠と言って慕っているが、本人には弟子として認めてもらえていない。ボンボン編ではタコツボ丸を見つければ弟子として認めてもらえると勝手に決めて探しに出たが、結局みんな着いてきた。技に剣崎印我流と名付けているものの、技はあまり決まったことがなかったが終盤で大活躍した。マガジンスペシャル編ではりっちゃんにいつの間にか遣いっぱしりにされこき使われ、殴られたりされる不憫な役柄である。そのりっちゃんをハダカが簡単に言いくるめてしまったため、それに感動し弟子入りした（ボンボン編同様拒まれているが）。子供の頃はサッカーをやっていた。
そして当人に自覚はないが霊感はかなり強く、除霊もやってのける。
ボンボン編で初登場の回で名前を担当に剣持と間違われてしまった。その後の話でこの誤植をネタにされたため、コミックでも初登場の回はそのままになっている。
ミユキちゃん
メンバーの紅一点。ハダカ侍の恋人でハダカとはラブラブ。他の人と少しずれた所があり、他の人には変に思われるハダカ侍の行動も彼女には素敵に見えるらしい。料理がものすごく下手で、食べた相手は気絶したり精神錯乱になったり命乞いをするほど。
アクビ 十四朗
ハダカ侍のライバルである剣豪。その名の通りよくアクビをする。伝説の聖剣の3本の内の1本レイピア型の「タコ正」を持つ。剣豪だけあって剣の実力は高いが、戦いの最中にアクビをしてその隙にやられてしまう事が多い。
運動会対決では一種目にも出場せず、最後まで忘れられてしまい、終盤でもあくびが原因で3人衆にボロ負けしタコ正を奪われてしまったりと、ボンボン編では活躍の場が全く無かった。
反面、マガジン編では推理や剣の腕を披露する場面が描かれたが、セリフは少なめ。
ハナゲ忍者
その名の通り鼻毛が腰まで伸びている忍者。元はタンポポ党からハダカ侍を倒すために送られてきた刺客だったが、いつの間にかハダカ侍達の仲間に加わった。部下が数人おり、オヤビンと呼ばれている。ハナゲラスの刑という必殺技を持っているが、どういう技かは不明。しかし、部下たちがその名を聞いただけで震え上がってしまうほど恐ろしい技であり、終盤で敵を倒すのに使用した。
鼻毛を自由に操ることができるがほぼ役に立たない。しかしその鼻毛をまとめて引っこ抜かれると性格が変わり素手で強敵を圧倒する無慈悲な忍者となる。
ピエール
ロープレ忍者が召喚したドラゴン。ハダカ達と戦うよう命じられるもハダカに懐いてしまい、一緒に旅をするようになる。鳴き声は「ピエーる」。
旅の途中に偶然故郷にたどり着き、家族と婚約者のカトリーヌと再会する。しかし、町では悪党が暴れていてカトリーヌを狙っている事が分かった。そのため、ハダカ達と別れてみんなを守るために村に残った。その後、カトリーヌと結ばれ結婚し子供もでき、おひさま村に遊びに来た。

### タンポポ党
党首タンポポ白雲斉が率いる日本最大の忍者組織だが、ものすごく貧乏。かつては多くの部下を率いていたが、8割方の部下に裏切られ、タンポポ党四天王に党首の座を奪われて小さくなってしまった。
タンポポ白雲斉
タンポポ党の党首の老人。結構いい年で、ものすごく貧乏。かつては何千もの部下を引き連れていたが、「もう爺さんに任せて置けない」と言われてタンポポ党党首をクビになってしまった。しかし、それなりに人望はあるようで、その後スパイ忍者などの少数の忍者は今まで通りついてきてくれている。
側近丸
白雲斉の部下。その名の通り白雲斉の側近でいつも「しかたがないな」と思っている。クビになった後も白雲斉に従っている。
スパイ忍者
その名の通りスパイの忍者。目にゴーグルを付けている。タンポポ党の情報収集部隊TMネットワークのリーダー。部下の忍者を使いタコツボ丸の情報集めをしていた。クビになった後も白雲斉に従っている。ハダカ侍をコントロールヘルメットで操ってタンポポ党の仲間にしようとしたが、失敗しコントローラーを奪われ逆に操られハダカ侍達と旅をする羽目になる。旅路ではパシリの様に扱われているが、のちに不慮の事故でヘルメットが外れ操られることがなくなってもハダカ侍一行のピンチを放っておけず助太刀するなどなんだかんだ情に厚い性格。
マガジン編では、ひよこ城の殿様に仕える忍びとして登場。
ロープレ忍者
その名の通りロールプレイングゲーム（RPG）の主人公になりきっていて喋らない（「RPGの主人公は喋らないから」らしいが、欄外のおまけでは喋っている）。部下が2人居る。色々なアイテムを持っているようだが使えないものばかり。ハダカ侍と戦い、よく判らないが負けたらしい。しかし、レベルアップしその後お姫様を救出する旅に出てしまった。なおピエールを召喚したのは彼である。
サッカー忍者
その名の通りサッカーの得意な忍者。一人称は「ミー」。ハダカ侍達と試合する為地元サッカーチームを潰した(試合ではなくまずい料理を食べさせた)。ハダカ侍達と試合をするもハダカ侍のすごいシュートで敗れるが、いい試合だったと仲良くなってユニフォームを交換した。
ブルジョワ忍者
財力にものを言わせて任務を成す忍者。その名の通り金持ちであるが、性格は悪く一見フェアに戦うような事を言うが、実際は汚い罠を沢山仕掛けていたり卑怯な手段をとる。一人称は「ミー」。「ボンジュール」「シルブプレ」とフランス語を言ったり「レディスアンドジェントルメーン」と英語を言ったりとキャラが安定しておらず虎丸にも「お前何人だよ」とツッコまれている。
サイバー忍者
パソコンを持った忍者。TMネットワークで1・2を争う情報収集のエキスパート。白雲斉の命でハダカ侍のデータを集めていた。しかし、ハダカ侍にジュースを差し入れされたりするうちに仲良くなってしまった。
テレフォン忍者
名前だけの登場。TMネットワークの一人で電話で情報収集を行う。あちこちに電話を掛けまくってタコツボ丸の情報を集め、スパイ忍者に電話代を払わせた。
のぞき忍者
名前だけの登場。TMネットワークの一人でタコツボ丸の情報を集める最中、女湯を覗き警察に逮捕された。
ネット忍者
名前だけの登場。TMネットワークの一人でインターネットで情報収集を行う。やはりスパイ忍者にインターネットの料金を払わせた。

#### 3人衆
タンポポ党最強最悪の3人と呼ばれる。そのありあまる強さのあまり悪事の限りを尽くし、タンポポ党に牙を剥いたために、126人がかりという中途半端な人数で「奈落の穴」という場所に封印されていた。しかし白雲斉がタコツボ丸を手に入れることに四苦八苦していた最中「奈落の穴」の封印が（特に警備などもなく現在まで白雲斎位しかその封印を知らず放置されていた結果）解き放たれた。当初は四天王が最強といわれていたが、彼らが出てきた。白雲斉曰く「少年漫画は次々に強い敵が現れるもの」という理由であった。3人とも手には手械が架けられている。
小竜
細身で美形。通称「風の小竜」。風使いで風を自由に操れる。実は女性だった。
中治
音使い。両手にカスタネットを持っておりとてもヘタクソな演奏をし敵を苦しませる（当人は自身の演奏はそういう術だと思い込んでやっている）。みゆきちゃんに怪しいといわれる。口笛を吹くと見たことの無い変な生き物がやってくる。
変な生き物
中治の口笛と共に現れる謎の生き物。現れるだけで特に何もしない。
大豪
大柄な体格の術使い。タンポポ党に伝わるありとあらゆる術を使える。ただし、どれも微妙に中途半端な形でしか使えない。弱いと言われると激昂して暴走する。

#### 技術部
タンポポ党の技術開発部。様々な発明をしているが、あまり役に立たない。
ビーカー博士
フラスコ博士
技術部の研究者。それぞれ名前の通りの頭の形をしている。サイバー忍者の集めた情報を元にメカハダカ侍を作った。メカハダカ侍のリモコンと間違えてテレビのリモコンを持って来てしまうおっちょこちょいな所がある。メカハダカ侍の凶暴化するスイッチを押してしまい、自分達までやられてしまった。その後、仕方なくハダカ侍達にメカハダカ侍の止め方を教えた。
なお上記のシーンにおいて、雑誌掲載時とコミック収録時では、オチの4コマ目が別物に修正されており、掲載時のものは掲載号のみで見られる。ちなみにコレに関しては、ボンボン本誌ではコミックのおまけとして「掲載時とオチが違う」としてメタ的に言及された。
メカハダカ侍
ビーカー・フラスコ両博士がサイバー忍者の集めたデータを元に作り上げたロボット。性格はハダカ侍と同じ。武器が搭載されているが、髷から出るミサイルはすぐ地面に落ち、乳首からでるおっぱいマシンガンは弾がグリーンピースで当然威力は全く無く、相手も無傷。
スイッチ1つで暴走し、敵味方関係無く攻撃する。止めるにはヘソのスイッチを押す必要がある(通称へそっち)。暴走してアクビ・虎丸・ハナゲを倒し尚も暴れるが、その時通り雨が降り、防水加工されていない為動きが鈍り、さらに雷が鳴り、ハダカ侍と同じ様にへそを押さえて自分でスイッチを切ってしまった。
マガジン編でよく似た巨大ロボが登場したが、この機体とは別物。

### ネオ・タンポポ党
白雲斉を追い出した四天王が長となりタンポポ党から決別して誕生した組織。

#### 四天王
5人なのに四天王と呼ばれる。タンポポ党最強と言われていたが、後に3人衆が登場した。なお、四天王の名前は、それぞれ地名から来ている。
吉備丸
タンポポ党四天王の1人。幽霊のぺちょんに取り付かれている。実は刀マニア。本人曰く、最高3人まで分身できるらしい。タコツボ丸編終了後、聖剣タコツボ丸の所有者になった。
平泉くん
タンポポ党四天王の1人。見た目どおりの子供でハダカ侍達とタコツボ丸をかけて争っていた頃はまだ幼稚園児だった。よくナメナメキャンディー(ペロペロキャンディのパロディ)をなめている。ハナゲ忍者と地方限定ナメナメキャンディーいぐさ風味を取り合った。彼のするおならはものすごく臭く、武器としても使える。後に小学校に入学した。
晴海
タンポポ党四天王の1人で紅一点。何故か茶店で熱いお茶で舌を火傷したアクビの姿に惚れ、一方的に攻め寄っている。当初は四天王をまとめるきれいなおねーさんという設定だったが、編集部の女性編集者Sに「コギャルにしなよ」と言われたので、今の姿になった。作者曰く、外見だけでなく性格もSに似てきたという。
梅田の助・難波の助
タンポポ党四天王。双子の兄弟で、根っからの関西人。その場の空気を読まず二人で漫才を始める悪癖がある。名前はその名の通り、大阪の地名から。

#### 党員
野球バカ忍者
熱血野球忍者。モデルは巨人の星の星飛雄馬。ハダカ侍達と野球で対決。物凄い豪速球「野球バカボール1号」(元ネタは大リーグボール一号)を投げられるがハダカ侍に簡単に打たれてしまう。
エリート忍者
眼鏡を掛けており、それをカタカタ動かしよく喋る。学生時代の通信簿はオール5で、過去生徒会長を務めたことも。一流の大学を卒業し一流企業に就職した（一流企業が「タンポポ党」のことかは不明）エリートだが、ハダカ侍達との勝負方法が運動会だった為、その実力をまったく発揮できなかった。しかも借り物競争での借りる物がブラジャーで、やむをえずそれを借りようと近くを歩いていた女性に話しかけるも痴漢と間違われ、逮捕された。その後の動向は不明。

### おひさま村
ハダカ侍の出身地。個性豊かな住民が暮らしている。
村の中心にはラッパの木という正午に音が鳴り響くラッパ型の木が生えていて、おひさま村の住民には宝のように扱われている。
おはなちゃん
おひさま村にある茶店あさがおの店員。みゆきちゃんとは大の仲良し。ハダカ侍達のお陰で苦労が耐えない。店員になって初めてのお客はアクビ十四郎で、次はハダカで困惑した。
4巻にはオマケ漫画が掲載されており、タイトルは金澤あかねが書いた。帯コメントでドラマになったら彼女の役は自分がやると言っていたが、叶うことはなかった。
りっちゃん
おひさま村に住む女の子。みゆきちゃんの友達。並の男よりも喧嘩が強く、乱暴でよく暴力を振るう。虎丸を会って間もなく自然にパシリ扱いしこき使っており、虐待に等しい扱いをしている。ミーハー。お化けが苦手という女の子らしい所もある。
ボンボン編では、タコツボ丸編終了後に登場。
チコちゃん
虎丸の幼馴染で彼のことが好き。りっちゃんとボクシングで互角に渡り合える程の戦闘力の持ち主。おひさま村に引っ越してきた。虎丸の事を「虎ヤン」と呼び、彼の前ではなれなれしく話す。

### ピエールの村
ピエールの故郷。家は全てマッチ棒の様な形の岩の上に建っていて底が見えないため、ピエール達のような空を飛べるドラゴン達以外が住むのには適していない。全員名前と泣き声が同じだが、最後の一文字のみ、平仮名である。
ジュテーム
ピエールの父。感じの良い人?。「ジュテーむ」と鳴く。
セリーヌ
ピエールの母。父同様、感じの良い人?。「セリーぬ」と鳴く。
カトリーヌ
ピエールの婚約者。村の悪党に狙われていた。ピエールと結婚して子供を生んだ。「カトリーぬ」と鳴く。
コピエ
ピエールとカトリーヌの子供。ピエールそっくりだが、大きさは段違いに違う。カトリーヌの体からどうやって生まれてきたのかが不明なほど、大きい。
マモール・カヲール・トモハール・シゲール・サトール
ピエールの友達。ハダカ侍達を運んで悪人たちとの戦いに参戦した。それぞれ顔に特徴がある。
首領（ドン）ボォーン
ピエールの町で悪事を働くドラゴンの悪党。きわめてブサイクでよだれを常にまき散らしているがドラゴン達の中では強い。村を支配しようとし、その上カトリーヌを自身の妻にしようと狙っていた。僅かだが人間の言葉が喋れる。
コケマツ
首領ボォーンの部下。名前が伸ばさず、泣き声も「オラオラ」と叫ぶ。ハダカ侍と戦うも、顔に落書きをされる始末。

### その他
殿様
おひさま村にあるひよこ城の殿様。自分の思い通りにならないなどのことがあっては何かとすぐ乱心して意味不明な言動をブツブツ言ったり叫んだりするパニックに陥る。主にマガジン編に登場。ハダカ侍に家来にならないかと誘うも、家から遠いからと言う理由で断られる。それによりコケにされたと逆恨みしハダカ侍を始末しようとした。
マガジン編ではハナゲ忍者・スパイ忍者は彼に仕える忍びとなっている。ボンボン編でも少しだけ登場。
じいや
殿様の側に常にいる城の家老。殿様が乱心すると「お殿様ごらんしんー」と叫ぶ。殿様がまだ常識的範疇で怒り出した際も「お殿様ごらんしんー」と言い出したりしており、それで本当に乱心させてしまったりもする。
シマウマ奉行
謎のシマウマの奉行（何の奉行なのかは不明。その場で審判や審査員などの役目を買って出ることが多いため町奉行に近いか）。作者が旅の途中で書いた読みきり作品ではレギュラーとして書かれていたが、連載になった際に虎丸がレギュラーとなり、本編でサブキャラに格下げされた不運なキャラ。本編でも殆ど活躍が無く、悲惨なことに遭っていることが多い。「いずれは作品レギュラーに返り咲き、ゆくゆく主役になり、コミック百万部突破、ハリウッドで映画化されたい」と語るなど野心は無駄に大きい。主にボンボン編に登場してタンポポ党とのスポーツ対決で審判を勤めている。しかしサッカーの試合で野球審の格好をしながら「プレイボール」と宣言したり、ブルジョワ忍者に可愛いシマウマの女の子を紹介してもらえそうなら贔屓の審判をするなど審判として杜撰な対応をとる。
荒井 タコ照
刀鍛冶。彼の作る日本刀はどれも日本刀に見えない歪な形になる。経緯は分からないが、すごい力を秘めた3本刀を作り出した。
名前にタコと付くだけあッて、タコが好きで、ちょんまげもタコの形をしている。
パンダマン
ハダカ侍が熱狂的にはまっているテレビ番組のヒーロー。その名の通り、パンダの容姿をしている。
必殺技は「笹の葉ビーム」。
マガジン編の欄外で、編集に番組タイトルを勝手に「ニーハオ！パンダマン」と決定されてしまった。
逆境丸
マガジン編に登場。おひさま村の森の奥で修行をし続けている強者。しかしその名の通り何時も逆境に晒されている不運な大男。タコ照にタコノホマレの制作を依頼した当人であるが、タコ照はハダカ侍を気に入ってタコノホマレを渡してしまった為一方的にハダカ侍をライバル視している。タコノホマレをハダカ侍から奪い返す為ラッパの木が正午を告げるたびに決闘をする約束をして村の麓に森から向かうが、毎回逆境に合い時間までにその場にたどり着けないでいる。

## 用語

### 聖剣
刀鍛冶「荒井タコ照」の打ち上げた、伝説の3本刀。この3本を手に入れた者は世界を支配する力を得る事ができると言われているが、作中では有耶無耶になり分からずじまいに終わってしまった。なお、この伝説は当初タンポポ白雲斎の勘違いだったが、後に事実であることが発覚する。
タコノホマレ
持ち主「ハダカ侍」。青龍刀型。ハダカの事を気に入ったタコ照が彼に送った。マガジン編では、他の人物に渡す約束をしていた。
タコ正
持ち主「アクビ十四朗」。レイピア型の刀。アクビの手に渡った経緯は不明。
タコツボ丸
当初は行方不明だったが、ウズラ山の内部の城に隠されていた。タコツボ丸編終了後は、吉備丸が所持している。